# Pseudorabdion mcnamarae
Espèce
Synonymes
- Pseudorhabdium mcnamarae Taylor, 1917
- Pseudorhabdium minutum Taylor, 1922

Statut de conservation UICN

 VU B2ab(ii,iii) : Vulnérable
Pseudorabdion mcnamarae est une espèce de serpents de la famille des Colubridae.

## Répartition
Cette espèce est endémique des Philippines. Elle se rencontre à Luçon, à Negros et à Panay.

## Description
L'holotype de Pseudorabdion mcnamarae mesure 242 mm dont 21 mm pour la queue et dont le diamètre de la tête est de 5,5 mm et du corps 5 mm. Cette espèce a la tête et le dos brun noirâtre à brun bleuâtre très brillant, plus ou moins irisé. Son cou présente un collier jaune plus ou moins visible. Sa face ventrale est jaune canari ou crème.

## Étymologie
Cette espèce est nommée en l'honneur de Homer McNamara, super-intendant de La Carlota Agricultural Station.

## Publication originale
- Taylor, 1917 : Snakes and lizards known from Negros, with descriptions of new species and subspecies. Philippine Journal of Science, vol. 12, p. 353-381 (texte intégral).